# Roel (heráldica)
En heráldica el roel es una pieza circular que aparece en numerosos escudos.

## Bezantes y tortillos
Cuando el roel es aúreo o argénteo se le llama bezante y cuando es de color, tortillo. Bezantes y tortillos constituyen una familia rica de nombres para la figuración muy rudimentaria de un disco de pequeño tamaño.
Clasificada como "figura natural" para los unos, "mueble geométrico" por otros, el bezante parece tener su origen en el nombre de una moneda de Bizancio, el besante, mientras que el tortillo aún es enigmático (ciertos autores - entre ellos Michel de Crayencour - ven en él una rodaja de tronco de árbol).
De metal, el disco es un bezante, de esmalte es un tortillo.
- El bezante es de oro por defecto. (Fig. 1 de azur a un bezante.)
- si es de plata, se le debe blasonar bezante de plata o utilizar el sinónimo platado. (Fig. 2 de gules a un platado en el jefe.)

Los tortillos más ricos en tintes han también producido una nomenclatura pero no es muy utilizada:
- el tortillo de gules se llama también: guso (Fig. 3 de oro a tres gusos. La posición 2 y 1 es la posición por defecto. No se blasona)
- el tortillo de azur se llama también: heurte (Fig. 4 de plata a tres heurtes puestos en banda)
- el tortillo de sable se llama también: ogoese(Fig. 5 de oro a la cruz de azur cantonada de cuatro ogoeses)
- el tortillado de sinople se llama también: suma, postigo o manzana (Fig. 6 de plata a dos manzanas alineadas en palo).
- el tortillo' de púrpura se llama también: gulpe (Fig. 7 de oro a tres gulpes mal ordenados - "opuesto" del "bien" ordenado: 2 y 1)

### Bezante-tortillo y tortillo-bezante
Variaciones frecuentes son obtenidas por el partido (cortado en dos de manera vertical)
- metal-esmalte es un bezante-tortillo (no pudiendo cargar más que un esmalte: Fig. 8 de sable a un bezante-tortillo de oro y de sinople puesto en el punto de honor)
- esmalte-metal es un tortillo-bezante (no pudiendo cargar más que un metal: Fig. 9 de oro a un tortillo-bezante de azur y de plata)

Ojo de halcón, definido como plano rodeado de un anillo de sable de una manera cuasi-unánime se encuentra así definido en el diccionario de L-A Duhoux de Argicourt, pero en su mismo diccionario, se encuentra un ejemplo contradictorio de un ogoese como siendo "cargado de un gran punto de plata" (lo que le deja la posibilidad teórica de ser cargado por un metal no siendo más que ogoese, o un esmalte siendo planos...) (Fig. 10: tronchado de oro y de sinople, con un ojo de halcón brochante sobre el todo.)
La fuente heráldica también es representado por un roel, de azur con ondas de plata.